# Darío Rodríguez
Octavio Darío Rodríguez Peña (ur. 17 września 1974 w Montevideo) – piłkarz urugwajski grający na pozycji środkowego obrońcy.

## Kariera klubowa
Pierwsze kroki piłkarskie Rodríguez stawiał w małych zespołach takich jak Huracan Villegas oraz Higos del Mar. Natomiast pierwszym profesjonalnym zespołem był Sud America Montevideo, w barwach którego zadebiutował w sezonie 1994 i wtedy też wywalczył swoje pierwsze mistrzostwo Urugwaju. W 1995 roku przeszedł do meksykańskiego zespołu Deportivo Toluca, ale nie osiągnął z nią sukcesu i już po roku wrócił do ojczyzny. W 1997 roku został zawodnikiem Bella Visty i został mistrzem drugiej ligi urugwajskiej. W Bella Vista grał także przez kolejny sezon, a w 1999 roku został piłkarzem jednego z czołowych klubów w kraju, CA Peñarol. W tym samym roku zdobył swój drugi tytuł mistrza kraju. W 2000 roku wygrał fazę Clausura, ale w ogólnej tabeli Peñarol został wicemistrzem. Ogółem dla Peñarolu rozegrał przez 4 sezony 102 mecze i zdobył 19 bramek.
Latem 2002 niemieckie FC Schalke 04 wyłożyło 4 miliony euro za Rodrígueza, który stał się drugim Urugwajczykiem w drużynie obok Gustavo Vareli. W Bundeslidze Darío zadebiutował 11 września w zremisowanym 1:1 spotkaniu z VfB Stuttgart. Przez pierwsze dwa lata zajmował z Schalke 7. pozycję w lidze, ale sukcesy nadeszły w 2005 roku, gdy Rodríguez wywalczył Puchar Ligi Niemieckiej, wicemistrzostwo Niemiec oraz dotarł do finału Pucharu Niemiec. W 2006 roku zajął z Schalke 4. miejsce w Bundeslidze, a w 2007 roku do końca rywalizował z zespołem o mistrzostwo kraju, ale ostatecznie klub z Gelsenkirchen okazał się gorszy od VfB Stuttgart i zakończył rozgrywki na 2. pozycji. Latem 2008 powrócił do ojczyzny, podpisując kontrakt z Peñarolem.

## Kariera reprezentacyjna
W reprezentacji Urugwaju Rodríguez zadebiutował 17 lutego 2000 roku w wygranym 2:0 meczu z Węgrami. W 2002 roku znalazł się w kadrze na Mistrzostwa Świata 2002. Tam wystąpił we wszystkich trzech meczach grupowych: przegranym 1:2 z Danią (zdobył gola w 47. minucie spotkania) oraz zremisowanych 0:0 z Francją i 3:3 z Senegalem. Z rodakami zajął 3. miejsce w grupie.
Rodríguez brał także udział w turnieju Copa América 2004, na którym był podstawowym zawodnikiem reprezentacji i zajął z nią 3. miejsce. W 2007 roku zaliczył swój drugi turniej o mistrzostwo Ameryki, Copa América 2007.